# مقاطعة غراند (يوتا)
مقاطعة غراند (بالإنجليزية: Grand County)‏ هي إحدى مقاطعات ولاية يوتا في الولايات المتحدة الأمريكية.